# Euprenolepis maschwitzi
Euprenolepis maschwitzi là một loài kiến được LaPolla, J. S. phát hiện và mô tả vào năm 2009.